# 国立台南女子高級中学

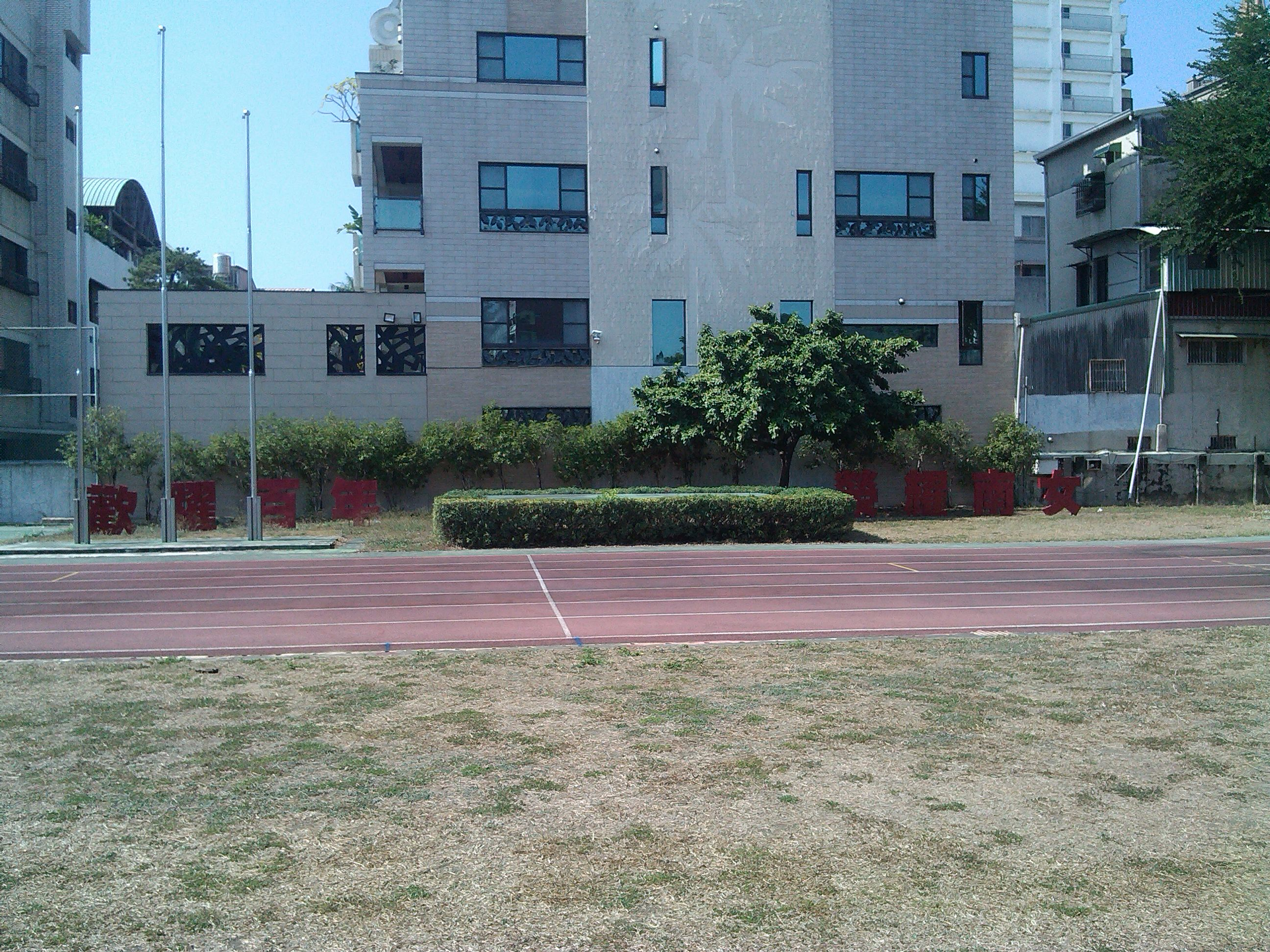
台南女中操場

国立台南女子高級中学（こくりつたいなんじょしこうきゅうちゅうがく、英: National Tainan Girl's Senior High School）は、台湾台南市に位置する国立高級中学。略称は「台南女中」。